# Campeonato Europeu de Futebol de 1968
O Campeonato Europeu de Futebol de 1968, teve lugar na Itália, e foi a 3ª edição do campeonato. O torneio final foi realizado entre 5 de junho e 10 de junho de 1968

## Locais
| \| Florença Roma Nápoles \| |                               |
| Roma                        | Nápoles                       |
| Stadio Olimpico             | Stadio Diego Armando Maradona |
| Capacidade: 80,000          | Capacidade: 82,000            |
|                             |                               |
| Florença                    |                               |
| Stadio Comunale             |                               |
| Capacidade: 52,000          |                               |
|                             |                               |
| Florença Roma Nápoles       |                               |

## Fase de qualificação

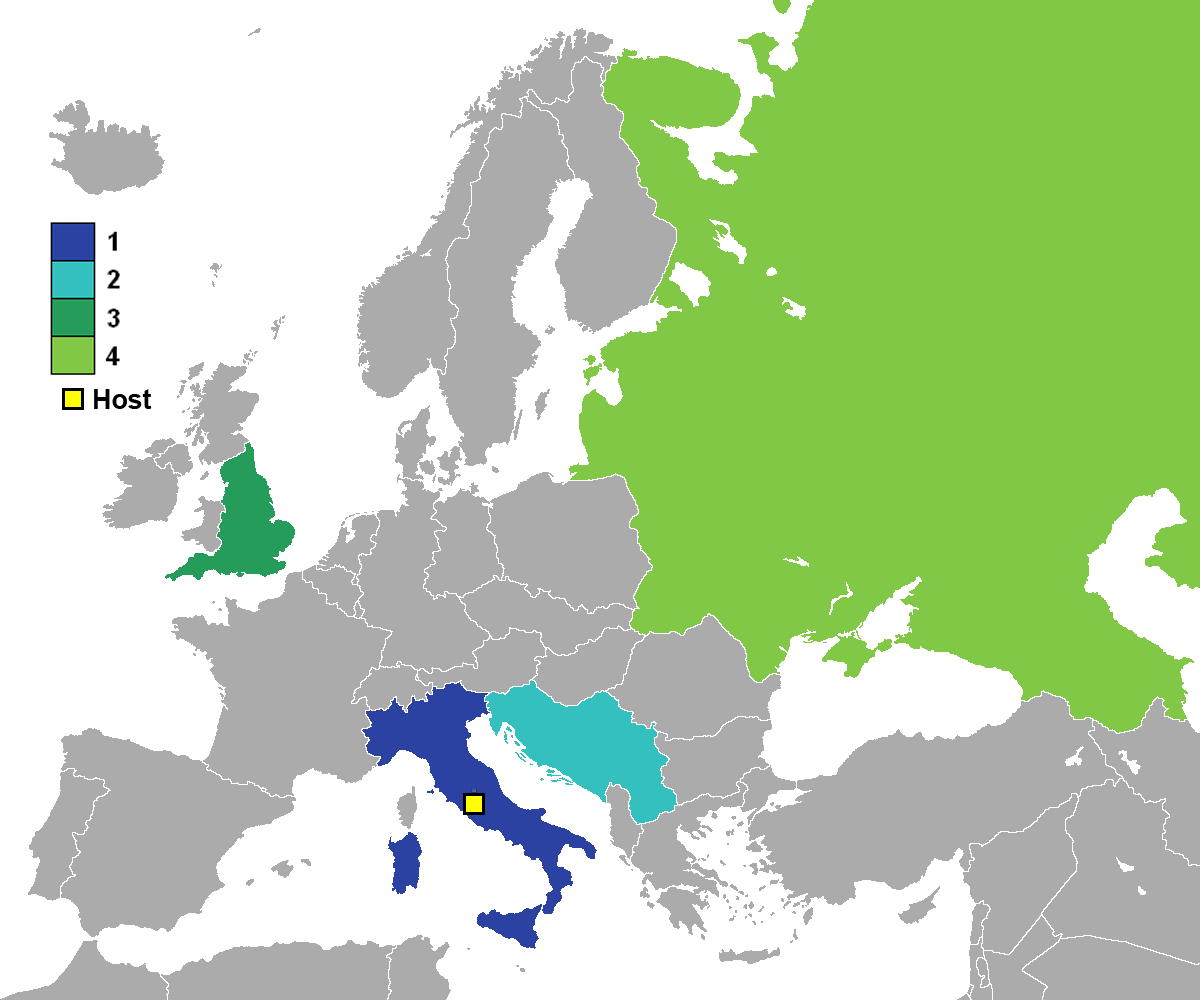
Os finalistas do Campeonato Europeu de Futebol de 1968.

A fase de grupos da fase de qualificação foi jogada entre 1966 até 1967 e em 1968 a fase de quartos-de-final. Havia oito grupos de quatro equipas cada. Apenas os vencedores grupo puderam qualificar para os quartos-de-final. Os quartos-de-finais foram jogados em duas partidas. Os vencedores dos quartos-de-final passaram para a final do torneio.

### Equipes qualificadas
Em negrito estão as edições em que a seleção foi campeã.
| País            | Método de qualificação | Data de qualificação | Participações  |
| --------------- | ---------------------- | -------------------- | -------------- |
| Itália          | Vencedor da 2ª rodada  | 20 de abril de 1968  | Estreante      |
| Iugoslávia      | Vencedor da 2ª rodada  | 24 de abril de 1968  | 1 (1960)       |
| Inglaterra      | Vencedor da 2ª rodada  | 8 de maio de 1968    | Estreante      |
| União Soviética | Vencedor da 2ª rodada  | 11 de maio de 1968   | 2 (1960, 1964) |

## Fase final
|  | Semifinais             | Semifinais            |       |                   | Final             | Final |  |
|  |                        |                       |       |                   |                   |       |  |
|  | 5 de junho – Nápoles   |                       |       |                   |                   |       |  |
|  | União Soviética        | 0                     |       |                   |                   |       |  |
|  | Itália (Cara ou coroa) | 0                     |       |                   |                   |       |  |
|  |                        |                       |       |                   |                   |       |  |
|  |                        |                       |       |                   | 8 de junho – Roma |       |  |
|  |                        |                       |       |                   | Itália            | 2 (1) |  |
|  |                        | Iugoslávia            | 0 (1) |                   |                   |       |  |
|  |                        |                       |       |                   |                   |       |  |
|  |                        |                       |       |                   |                   |       |  |
|  |                        |                       |       |                   | Terceiro lugar    |       |  |
|  | 5 de junho - Florença  | 5 de junho - Florença |       | 8 de junho - Roma | 8 de junho - Roma |       |  |
|  | Inglaterra             | 0                     |       | Inglaterra        | 2                 |       |  |
|  | Iugoslávia             | 1                     |       |                   | União Soviética   | 0     |  |

### Semifinais
| 5 de junho | Itália | 0 – 0 (pro) | União Soviética | Stadio San Paolo, Nápoles                     |
| 18:00      |        | Relatório   |                 | Público: 68 582 Árbitro: FRG Kurt Tschenscher |

Itália venceu por moeda ao ar.
| 5 de junho | Iugoslávia | 1 – 0     | Inglaterra | Stadio Artemio Franchi, Florença                          |
| 21:15      | Džajić 86' | Relatório |            | Público: 21 834 Árbitro: ESP José María Ortiz de Mendíbil |

### Disputa pelo terceiro lugar
| 8 de junho | Inglaterra                  | 2 – 0     | União Soviética | Stadio Olimpico, Roma                     |
| 15:00      | B. Charlton 39' · Hurst 63' | Relatório |                 | Público: 68 817 Árbitro: HUN István Zsolt |

### Final

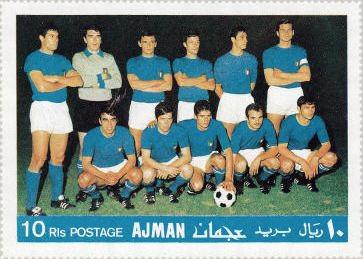
A Squadra Azzurra campeã da Eurocopa 1968. Da esquerda para a direita, em pé, estão Salvadore, Zoff, Riva, Rosato, Guarneri e Facchetti; agachados, Anastasi, De Sisti, Domenghini, Mazzola e Burgnich

| 8 de junho | Itália         | 1 – 1 (pro) | Iugoslávia | Stadio Olimpico, Roma                         |
| 21:15      | Domenghini 80' | Relatório   | Džajić 39' | Público: 68 817 Árbitro: SUI Gottfried Dienst |

Repetição
| 10 de junho | Itália                  | 2 – 0     | Iugoslávia | Stadio Olimpico, Roma                                     |
| 21:15       | Riva 12' · Anastasi 31' | Relatório |            | Público: 32 886 Árbitro: ESP José Maria Ortiz De Mendibil |

## Premiação
| Campeonato Europeu de Futebol de 1968 |
| ------------------------------------- |
| ITÁLIA Campeão (1º título)            |

### Equipe do torneio
De acordo com a UEFA, os melhores jogadores do Euro 1968 foram:
| Goleiro   | Defensores                                                        | Meias                     | Atacantes                                              |
| --------- | ----------------------------------------------------------------- | ------------------------- | ------------------------------------------------------ |
| Dino Zoff | Mirsad Fazlagić Giacinto Facchetti Albert Shesternyov Bobby Moore | Ivica Osim Sandro Mazzola | Angelo Domenghini Geoff Hurst Luigi Riva Dragan Džajić |

## Artilharia
2 gols
- Dragan Džajić

1 gol
- Luigi Riva
- Angelo Domenghini
- Pietro Anastasi
- Geoff Hurst
- Bobby Charlton